# 現象判断のパラドックス
現象判断のパラドックス（げんしょうはんだんのパラドックス、英：Paradox of phenomenal judgement）とは、哲学の一分科である心の哲学という分野において議論されるパラドックス。現象報告のパラドックスとも呼ばれる。意識の主観的・経験的側面である現象意識またはクオリアに関する問題（意識のハード・プロブレム）について議論する文脈で登場するパラドックスで、主に物的一元論的な立場から、二元論的な立場全般を批判するのに使用される。

## 概要
これは、現象意識やクオリアと呼ばれる意識の主観的側面を、物質の世界における物理状態から独立したものとして分けて考え（つまり意識と物質を独立させた二元論的な立場をとり）、かつ物理的なものが物質の世界において因果的に閉じていると仮定すると（物理領域の因果的閉包性）、言語などで物質の世界で起きている現象意識やクオリアについての信念、判断、報告には、心的世界の現象意識やクオリアが因果的に全く関与していない事になる、という問題。以下チャーマーズ著「意識する心」より引用。
| 現象判断は心理学の領域にあり、原則として通常の認知科学の方法で還元により説明可能でなければならない。たとえば、われわれはどうして意識についてのこのような主張をする気にさせられるのかということに、物理的もしくは機能的な説明がなければならず、どうやって意識体験についてこのような判断をするのかということにも、同様の説明がなければならない。だとすれば、意識についてのわれわれの主張や判断は、意識とはまったく関係のない語を用いて説明できることになる。さらに強い言い方をすれば、意識はわれわれの意識についての主張や判断を説明する上で関与してこない。こういう結果になることを、私は現象判断のパラドックスと呼ぶのである。 --デイビッド・チャーマーズ（著）、林一（訳）『意識する心』 第5章 「現象判断のパラドックス」p.226 （太字部分は書籍で傍点） |

クオリアの問題に関する物理主義的立場に関して、直感的に最も疑わしさを与える論証が哲学的ゾンビまたは逆転スペクトルといった想像可能性（conceivability）にもとづいた議論であるのに対し、意識と物質を独立させた二元論的立場を最も疑わしくさせる論証は、因果と関わるこの現象判断のパラドックスの議論である。この二つの問題（ゾンビおよび逆転スペクトルの問題と、現象判断に関する問題）は、一般に互いに対になって語られる。随伴現象説が抱える大きな問題の一つ。

## 応答
このパラドックスに対する反応は、様々である、以下代表的なものを挙げる。

### ゆえにクオリアに対して二元論を取ることはできない
主に物理主義（物的一元論）と呼ばれる立場からの応答。脳と物理的に相互作用しないモノについては、そもそも語る事も気づく事もできない。それゆえクオリアの存在論に関して、物質と意識が独立した二元論的立場をとることは根本的な矛盾をはらんでおり、そうした立場を意味ある形で成立させることはできないと主張する。

### このジレンマを解決することはできない、つまり意識の問題は解けない
主に新神秘主義と呼ばれる立場からの応答。

### 自然の基本的な構造の現れである
主に自然主義的二元論と呼ばれる立場からの応答。脳は意識と相互作用することでそれについて語っているのではなく、気づき（アウェアネス）には現象意識が伴う、そういう自然の構造がこの宇宙にはあるのだと主張する（意識と認知のコヒーレンス）。

### 物理領域は因果的に閉じていない
主に相互作用二元論と呼ばれる立場からの応答。物質の世界が心的な世界から影響を受けて、物理法則とは異なる動きをするという、「因果的閉鎖性の破れ」を主張する。閉鎖性の破れる場所として、量子力学の確率過程を持ち出す場合が多い。

### 心的現象には対応する物理現象が必ず存在する
随伴現象説の立場。意識の世界だけで起こる変化は存在せず、それに対応する物理的変化が必ず存在すると主張する。因果的に閉じた物理領域での反応から、心的世界での現象が生じるのであるから、心的世界を因果的に経由せずに、心的世界での現象を物質世界へ表現することが可能である。

## 歴史
「感覚について語ること」に関しては、歴史的に心の哲学以前に、言語哲学や認識論また科学哲学などの領域で議論が行われている。たとえば中後期ウィトゲンシュタインが「哲学探究」の中で私的言語を論ずる中で行った感覚日誌の話が有名である。